# Горизонты техники
Горизонты техники (пол. Horyzonty Techniki) — ежемесячный научно-технический журнал, посвященный популяризации техники и изобретательству, издававшийся в Польской Народной республике с 1948 до 1990 года. Тираж — 30 000 экземпляров.
Редакция находилась в Варшаве. В общей сложности вышло 497 номеров.
Журнал рассказывал о новинках науки и техники, о физических и химических явлениях, истории изобретений.
С 1957 года издавался также журнал «Горизонты техники для детей» — меньшего формата и рассчитанный на младших школьников.

## Выходные данные
- Средний тираж: 30 000 экземпляров.